# مدیسون (کنتیکت)
مدیسون (به انگلیسی: Madison) یک منطقهٔ مسکونی در ایالات متحده آمریکا است که در کنتیکت واقع شده‌است. مدیسن ۹۵٫۳ کیلومتر مربع مساحت و ۱۸٬۱۱۴ نفر جمعیت دارد و ۶۸ متر بالاتر از سطح دریا واقع شده‌است.